# Saison cyclonique 2013 dans l'océan Atlantique nord
La saison 2013 des ouragans (cyclones tropicaux dans l'océan Atlantique) débute officiellement le 1er juin 2013 pour se terminer le 30 novembre 2013, selon la définition de l'Organisation météorologique mondiale. Le premier système dépressionnaire se développe le 5 juin, atteint la Big Bend Coast le 6 juin, et devient cyclone post-tropical le 7 juin depuis un front froid. Le premier ouragan, Humberto, n'a atteint ce niveau que le 11 septembre, soit l'un des plus tardifs premiers ouragans d'une saison cyclonique dans l'Atlantique nord. La saison, très moyenne en nombre de systèmes, ne compte qu'un seul autre ouragan et son énergie cumulative est particulièrement basse aux alentours de 33 alors que la moyenne constatée d'une saison entre 1981 et 2010 est de 104.

## Prévisions
| Source                                                  | Date                           | Tempêtes nommées | Ouragans         | Ouragans majeurs         | Réf.   |
| ------------------------------------------------------- | ------------------------------ | ---------------- | ---------------- | ------------------------ | ------ |
| TSR                                                     | 5 décembre 2012                | 15               | 8                | 3                        | [ 3 ]  |
| TSR                                                     | 5 avril 2013                   | 15               | 8                | 3                        | [ 4 ]  |
| WSI/TWC                                                 | 8 avril 2013                   | 16               | 9                | 5                        | [ 5 ]  |
| CSU                                                     | 10 avril 2013                  | 18               | 9                | 4                        | [ 6 ]  |
| NCSU                                                    | 15 avril 2013                  | 13–17            | 7–10             | 3–6                      | [ 7 ]  |
| UKMO                                                    | 15 mai 2013                    | 14*              | 9*               | N/A                      | [ 8 ]  |
| NWS                                                     | 23 mai 2013                    | 13–20            | 7–11             | 3–6                      | [ 9 ]  |
| FSU COAPS                                               | 30 mai 2013                    | 12–17            | 5–10             | N/A                      | [ 10 ] |
| CSU                                                     | 3 juin 2013                    | 18               | 9                | 4                        | [ 11 ] |
| ––––––––––––––––––––––––––––––––––––––––––––––––––––––– |                                |                  |                  |                          |        |
|                                                         |                                | Tempête nommées  | Ouragans         | Ouragan majeurs          | Réf.   |
| Moyenne (1981–2010)                                     | Moyenne (1981–2010)            | 12,1             | 6,4              | 2,7                      | ,      |
| Moyenne (1991–2020)                                     | Moyenne (1991–2020)            | 14,4             | 7,2              | 3,2                      | [ 14 ] |
| Record d'activité maximum                               | Record d'activité maximum      | 30 (saison 2020) | 15 (saison 2005) | 7 (saisons 2005 et 2020) | [ 15 ] |
| Record de plus faible activité                          | Record de plus faible activité | 4 (saison 1983)  | 2 (saison 1982)  | 0 (saison 1994)          | [ 15 ] |

Le 5 décembre 2012, le Tropical Storm Risk (TSR), un consortium d'experts en assurance, prévention des risques naturels et prévisionnistes de University College de Londres, a émis un bulletin sur l'estimation du nombre de systèmes tropicaux pour la saison 2013 dans l’Atlantique nord.
Le rapport donnait un nombre supérieur à la moyenne avec 15,4 (±4,3) systèmes atteignant le niveau de tempête tropical, parmi lesquels 7,7 (±2,9) ouragans dont 3,4 (±1,6) ouragans majeurs. Cette prévision était fortement influencée par des alizées plus faibles que la normale et une température de la mer plus élevée. Une mise à jour a été publiée le 5 avril 2013, donnant des chiffres sensiblement équivalents.
Le 8 avril 2013, c'était au tour de Weather Services International (WSI) de publier leur prévision. Les chiffres étaient semblables mais WSI a mentionné que la synchronisation d'un épisode de El Niño, avant ou pendant le pic de la saison des ouragans, donnait une certaine incertitude aux prédictions. Deux jours plus tard, l'université d'État du Colorado (CSU) émit son premier estimé, parlant de 18 tempêtes nommées, estimant qu'un épisode de El Niño avant le pic de la saison était peu probable.
Le 15 mai, c'était au tour de Met Office (UKMO) britannique de prédire une saison légèrement au-dessus de la moyenne avec 14 tempêtes. Le 23 mai, c'était finalement au National Weather Service d'émettre leur première prévision où il était mentionné qu'il y avait 70% d'avoir de 13 à 20 tempêtes, dont 7 à 11 deviendraient des ouragans et 3 à 6 des ouragans majeurs.
Certaines mises à jour des prévisions ont été émises ultérieurement par les divers organismes. L'ensemble de ces prévisions est résumé dans le tableau ci-joint.

## Déroulement
| Valeur de ACE (104 nœuds2) | Valeur de ACE (104 nœuds2) | Valeur de ACE (104 nœuds2) | Valeur de ACE (104 nœuds2) | Valeur de ACE (104 nœuds2) | Valeur de ACE (104 nœuds2) |
| -------------------------- | -------------------------- | -------------------------- | -------------------------- | -------------------------- | -------------------------- |
| Andrea                     | 1,6175                     | Humberto                   | 8,8225                     |                            |                            |
| Barry                      | 0,7625                     | Ingrid                     | 4,6675                     |                            |                            |
| Chantal                    | 2,4800                     | Jerry                      | 1,4175                     |                            |                            |
| Dorian                     | 2,5725                     | Karen                      | 2,0900                     |                            |                            |
| Erin                       | 1,5450                     | Lorenzo                    | 1,6200                     |                            |                            |
| Fernand                    | 0,6550                     | Melissa                    | 3,3775                     |                            |                            |
| Gabrielle                  | 1,8150                     | Dépression Huit            | 0                          |                            |                            |
| Total= 33,32               |                            |                            |                            |                            |                            |

Il s'avère que la saison cyclonique 2013 dans l'océan Atlantique nord est d'un niveau assez moyen en nombre et très en bas de la moyenne en termes d'énergie. Elle a débuté assez tôt par la tempête tropicale Andrea le 5 juin, qui sera surtout notable par les pluies diluviennes qu'elle donne sur la péninsule du Yucatán, le nord-ouest de Cuba et la côte est de États-Unis. Quatorze systèmes tropicaux se succéderont de manière très espacée, avec un mois d'août particulièrement inactif avec une seule tempête et un mois septembre qui en compte à lui seul six. Le premier ouragan officiel (Humberto) n'est survenu que le 11 septembre, battant presque un record pour l'ouragan le plus tardif en saison cyclonique du bassin atlantique. Seulement un autre ouragan (Ingrid) fut signalé et aucun n'a atteint le niveau d'ouragan majeur. La majorité des cyclones ont soit passé leur vie en mer ou peu touché les côtes, Ingrid est celui qui a le plus causé de dégâts en frappant la côte est du Mexique le 16 septembre en même temps que l’ouragan Manuel touchait la côte ouest. À eux deux, ils ont fait plus de 100 morts, dont seulement 23 sont attribuables à Ingrid.
Le tableau de droite montre l'énergie des systèmes de 2013 selon l'algorithme Accumulated Cyclone Energy (ou ACE) du National Weather Service qui est en gros une mesure de l'énergie dégagée instantanément multipliée par sa durée de vie. Il est à noter qu'une ACE est calculé pour les systèmes dépassant le niveau de dépression tropicales et donc la dépression Huit a reçu une valeur nulle. Le Robert Korty, de l'université Texas A&M a fait remarquer que l'air provenant de l'Afrique, et dans lequel passent les ondes tropicales, a été particulièrement sec en 2013 ce qui est probablement la cause du faible développement des tempêtes.

## Noms des tempêtes de 2013
La liste des noms utilisée pour nommer les tempêtes et les ouragans pour 2013 sera exactement la même que celle de la saison cyclonique 2007, à l'exception de Dorian, Fernand et Nestor qui ont remplacé les noms Dean, Felix et Noel.
| TT | Andrea  |
| TT | Barry   |
| TT | Chantal |
| TT | Dorian  |

| TT | Erin      |
| TT | Fernand   |
| TT | Gabrielle |
| DT | Huit      |

| 1  | Humberto |
| 1  | Ingrid   |
| TT | Jerry    |
| TT | Karen    |

| TT   | Lorenzo |
| TT   | Melissa |
| Inc. | Nestor  |
| Inc. | Olga    |

| Inc. | Pablo     |
| Inc. | Rebekah   |
| Inc. | Sebastien |
| Inc. | Tanya     |

| Inc. | Van   |
| Inc. | Wendy |

| TT | Andrea  |
| TT | Barry   |
| TT | Chantal |
| TT | Dorian  |

| TT | Erin      |
| TT | Fernand   |
| TT | Gabrielle |
| DT | Huit      |

| 1  | Humberto |
| 1  | Ingrid   |
| TT | Jerry    |
| TT | Karen    |

| TT   | Lorenzo |
| TT   | Melissa |
| Inc. | Nestor  |
| Inc. | Olga    |

| Inc. | Pablo     |
| Inc. | Rebekah   |
| Inc. | Sebastien |
| Inc. | Tanya     |

| Inc. | Van   |
| Inc. | Wendy |

## Cyclones tropicaux

### Tempête tropicaleAndrea
Au début de juin, le National Hurricane Center (NHC) commence ses observations sur une perturbation dans le nord-ouest de la mer des Caraïbes. Un système de basse pression s'organise lentement malgré le fort cisaillement des vents avec l'altitude et un avion de reconnaissance rapporte une circulation fermée le 5 juin. Le premier avis de tempête tropicale est émis par le NHC dès 22 h UTC et le système reçoit le nom d’Andrea tandis qu'il se situe à 500 km au sud-ouest de Tampa, en Floride.
Tôt le 6 juin, Andrea s'intensifie et ses vents atteignent 100 km/h. Le centre de la tempête touche la côte avec cette intensité dans le comté de Dixie (Floride) à 21 h 40 UTC. Par la suite, Andrea perd rapidement de la force en traversant le Nord de la Floride, à cause de la friction, et ses vents n'atteignent plus que 75 km/h tôt le 7 juin. 
Plus tard en journée, toute la convection associée au système se déplace dans son quadrant nord-ouest, une injection d'air sec s'étant faite dans le centre et il accélère vers le nord-est dans un flux rapide en altitude. Andrea devient extratropical dès son passage sur la Caroline du Nord en s'amalgamant à une zone frontale à 21 h UTC le 7 juin. Par la suite, cette dépression des latitudes moyennes longe la côte Est des États-Unis et des Provinces de l'Atlantique au Canada.
La perturbation antérieure à Andrea donne près de 300 mm de pluie sur la péninsule du Yucatán et cause des inondations à Cuba, surtout dans la province de Pinar del Río. Andrea elle-même a laissé d'importantes quantités de pluie le long de sa trajectoire. Sur la côte est des États-Unis il tombe par exemple en moyenne de 75 à 125 mm avec des accumulations locales allant jusqu'à 200 mm. Ces pluies causent des inondations généralement mineures, et ses vents provoquent d'importantes pannes de courant,.
Cependant, des inondations plus importantes sont signalées au New Jersey, en particulier sur la rivière Millstone, un affluent de la Raritan, provoquant la fermeture de plusieurs routes et le sauvetage de plusieurs automobilistes. Au moins 5 tornades sont signalées en Floride et 13 nageurs ont dû être secourus en Alabama à cause du fort courant d'arrachement. Andrea cause aussi directement la mort d'un nageur dans le comté de Horry, Caroline du Sud. De plus, une personne est morte en Virginie dans un accident de la route relié à la tempête et deux autres dans le New Jersey pour les mêmes raisons,,.

### Tempête tropicaleBarry
Au cours de la soirée du 15 juin, le National Hurricane Center (NHC) a commencé à surveiller une vaste zone de temps perturbé en association avec une onde tropicale sur le sud-ouest de la mer des Caraïbes. Dérivant à l'ouest-nord-ouest, les conditions environnementales étaient censés être favorables au développement, mais la proximité de la côte allait nuire à une intensification significative. Le 16 juin, le HNC donnait une chance moyenne de formation en cyclone tropical au cours des 48 premières heures. Le 17 juin, après l'analyse des données radar du Honduras et des animations satellites dans le domaine visible, le NHC a émis le premier bulletin pour la dépression tropicale Deux alors qu'elle était située à 95 km à l'est de Monkey River Town, Belize. Tard dans la soirée la dépression a touché la côte, produisant de fortes pluies et des rafales de vent. Malgré une intensité décroissante et le passage à travers la péninsule du Yucatán, le NHC misait sur son passage dans la baie de Campêche pour une nouvelle intensification.
Vers midi le 19 juin, la dépression a été reclassée en tempête tropicale nommée Barry, bien que seulement d'intensité minimale pour la catégorie. Entre 12 et 13 h UTC (8 à 9 h locale) le 20 juin, le centre de la tempête a touché la côte du Mexique, juste au nord de Veracruz soufflant à 75 km/h. La friction a eu tôt fait de dissiper Barry et le NHC a émis son dernier bulletin à 22 h le même jour. Les fortes pluies au Honduras ont déclenché des inondations qui ont endommagé 60 maisons et touché 300 personnes. Dans le sud du Belize, environ 250 mm de pluie sont tombés en 24 heures, causant le débordement de plusieurs rivières. Dans certaines régions, les ponceaux ont été emportés. Au moins 54 personnes vivant le long de Hope Creek ont été relogées dans des abris. Dans l'État mexicain du Yucatán, des rafales de vent allant jusqu'à 77 km/h et la pluie forte ont abattu des arbres et des lignes électriques. Plus de 26 000 résidents ont perdu quand la foudre a frappé une sous-station de distribution et a causé un incendie.
Selon le rapport du National Hurricane Center américain, Barry a fait 5 morts directement, dont 2 au Salvador et 3 au Mexique. Au Salvador, deux personnes ont aussi été blessées par la foudre.

### Tempête tropicaleChantal
Le soir du 5 juillet, le National Hurricane Center a commencé à suivre une onde tropicale à 885 km à l'ouest-sud-ouest des île du Cap-Vert. Un centre dépressionnaire s'est formé lentement lors du déplacement de l'onde vers l'ouest et l'activité orageuse s'y est installée. L'analyse des données du diffusomètre du satellite météorologique a permis au NHC de classer le système comme une tempête tropicale le 8 juillet à 3 h UTC (7 juillet 23 locale)alors qu'elle était à 1 390 km à l'est-sud-est de la Barbade.
Le 9 juillet, la tempête est passée sur les Petites Antilles puis a continué vers l'ouest-nord-ouest à 43 km/h. En Martinique, les vents de 80 à 90 km/h en moyenne avec des rafales jusqu'à 122 km/h, selon le service régional de Météo-France, ont entraîné des chutes d'arbres sur les réseaux routiers et électriques privant  clients d'Électricité de France de courant. Des effets similaires ont été rapportés dans les autres Petites Antilles. Malgré le fait que sa pression se soit mise à s'élever, les vents se sont renforcés à 105 km/h en fin de journée le 9 juillet. Le centre de la circulation est devenu indistinct et le 10 juillet, le système a alors été rétrogradé au niveau d'onde tropicale par le NHC alors qu'il était à 415 km au sud de la pointe est de Cuba. Le NHC a cessé ensuite ses avis publics en mentionnant que le système donnerait encore de forts vents, de la pluie et une onde de tempête sur le sud de Cuba et sur Hispaniola avant de se dissiper.
Les fortes pluies des restes de Chantal ont continué d'inonder certaines régions de la République dominicaine et d'Haïti, forçant l'évacuation des zones sujettes aux inondations. Un pompier dominicain de 26 ans a été emporté par les eaux,.

### Tempête tropicale Dorian
Une onde tropicale est sortie de la côte ouest africaine le 22 juillet et a rapidement engendré des orages sur l'océan. Une dépression s'est ensuite développée le 24 juillet, nommée Quatre  par le NHC, à 500 km à l'ouest-sud-ouest des îles du Cap-Vert. Un peu plus tard, le système est devenu la tempête tropicale Dorian grâce à un environnement favorable de faible cisaillement des vents avec l'altitude et une température de la mer à la limite inférieure nécessaire aux cyclones tropicaux. Dorian a pris une trajectoire franc ouest sous les vents dominants de l'anticyclone des Açores.
Les conditions étant marginalement bonnes, la tempête tropicale a survécu jusqu'au 26 juillet mais s'est rapidement désorganisée ensuite. Le 27, elle est entrée dans une masse d'air sec et dans un creux barométrique important qui a fini par le transformer en une onde tropicale en fin de journée. Le 3 août, l'onde s'est réactivée et est redevenue une dépression tropicale au large de la Floride mais ce fut de très courte durée, puisque 12 heures plus tard, elle commença à se dissiper,. Aucun impact n'est à signaler avec cette tempête, si ce n'est des vents forts en mer.

### Tempête tropicale Erin
Le National Hurricane Center a commencé à suivre l'évolution d'une onde tropicale sortie de la côte ouest de l'Afrique le 13 août 2013. Douze heures plus tard, une circulation fermée était visible en surface et a été nommée la dépression tropicale Cinq à 3 h UTC le 15 août alors qu'elle se trouvait à l'ouest des Îles du Cap-Vert. Des avertissements maritimes ont été envoyés pour la région au sud de ces îles. La dépression s'est ensuite éloignée vers l'ouest-nord-ouest et est devenue la tempête tropicale Erin à 12 h UTC le 15 août. Cependant, tôt le 16, la convection associée au système commença à se dissiper et Erin redevint une dépression tropicale temporairement avant de se réintensifier le 17 août. Vingt-quatre heures plus tard, Erin a perdu tout support et est redescendu au niveau de dépression tropicale puis s'est finalement dissipé.
La tempête est restée toute sa vie en mer et n'a causé aucun dégât.

### Tempête tropicale Fernand
En après-midi du 23 août, le NHC a commencé à suivre une onde tropicale sur le Yucatán et se dirigeant vers l'ouest. Les conditions étaient favorables à son développement mais la friction causée par le terrain rendait celui-ci assez incertain. Malgré tout, une dépression de surface est apparue le lendemain. Le 25 août, des averses et orages sont apparus au-dessus du centre du système dans le baie de Campêche et le NHC a estimé à 60 % la chance de voir le tout devenir un cyclone tropical. Après l'analyse des images satellitaires à haute résolution dans le domaine visible, celles d'un radar météorologique dans les environs et les données des stations météorologiques, le NHC déclare le système comme une dépression tropicale et lui donne le numéro Six. Deux heures plus tard, les informations recueillies par un avion de reconnaissance ont mené à son rehaussement au niveau de tempête tropicale avec le nom de Fernand alors qu'elle était à 45 km à l'est de Veracruz (Mexique).
Durant la nuit du 25 au 26 août, Fernand est entré sur la côte du Mexique dans l'État de Veracruz. Le matin, elle a été reclassée comme une dépression tropicale donnant de fortes pluies, causant potentiellement des inondations et des glissements de terrain. En fin d'après-midi, le système est devenu post-tropical et se déplaçait lentement à 15 km/h vers le nord-est. La vitesse maximale des vents soutenus de Fernand étaient 45 km/h le centre de la dépression se trouvait à environ 125 kilomètres à l'ouest-sud-ouest de Tuxpan. Le NHC a cessé alors l'émission de bulletins.
Les pluies torrentielles ont provoqué des glissements de terrain et fait au moins 13 morts dans l'État de Veracruz : une coulée de boue et de roches a submergé quatre maisons dans le village de Roca de Oro et tué neuf personnes dans leur sommeil, trois personnes ont été tuées dans la ville portuaire de Tuxpan et une autre à Atzalan. Les responsables de la sécurité civile ont indiqué qu'au moins 10 municipalités avaient été isolées en raison de routes bloquées par des éboulis et plus de 400 personnes s'étaient réfugiées dans des abris installés par les autorités. Le gouvernement de l'État de Veracruz a avisé ses citoyens de rester à la maison et a fermé les écoles.

### Tempête tropicale Gabrielle
Au cours de l'après-midi du 25 août, le National Hurricane Center a commencé à surveiller une onde tropicale située en Afrique de l'Ouest avec potentiel d'un développement lent sur cinq jours. Ayant suivi une trajectoire ouest, l'onde est restée désorganisée et mal définie. Néanmoins, le NHC a évalué qu'elle avait une faible chance de développement en ouragan dans les 48 heures suivant le 29 août. Après s'être brièvement désorganisée en traversant l'Atlantique central, en raison de vents forts et de l'air sec, son potentiel s'est affaibli. L'onde a recommencé à s'intensifier une fois de plus quand la perturbation est entrée dans l'est de la mer des Caraïbes et le NHC a augmenté sa confiance en un développement dans les cinq jours vers le stade de cyclone tropical.
Les données prises par un avion de reconnaissance de l'armée de l'air américaine en après-midi du 4 septembre ont permis de classer le système en dépression tropicale se nommant Sept puis en tempête tropicale Gabrielle tard en soirée,. Cependant, vers midi local le 5 septembre, le système est redevenu une dépression tropicale. Il s'est complètement désorganisé en soirée et le NHC a cessé ses bulletins.
Gabrielle a donné de fortes pluies sur Porto Rico et les îles Vierges, donnant des accumulations de l'ordre de 50 à 100 mm. Le 10 septembre la tempête tropicale Gabrielle s'est réactivée. Le 14 septembre Gabrielle a été repris dans la circulation extratropicale.

### Dépression tropicale Huit
Un centre dépressionnaire dans la partie ouest du Golfe du Mexique est devenu la dépression tropicale Huit juste au large de Tampico au Mexique le 6 septembre à 18 h UTC. Elle est entrée sur terre au cours des heures suivantes et dès le lendemain était en dissipation non sans laisser de fortes quantités de pluie sur la région. Les États de Tamaulipas et Veracruz, qui avaient été touchées par la tempête tropicale Fernand deux semaines plus tôt, ont enregistré des inondations affectant plusieurs centaines de maisons.
À Mexico, la pluie est tombée à un taux allant jusqu'à 84 mm à l'heure causant des inondations importantes, principalement dans les arrondissements de Iztapalapa, Tláhuac, Tlalpan et Xochimilco où les eaux ont atteint jusqu'à un mètre de hauteur. Le trafic routier et le métro de Mexico ont été paralysés, des sauvetages par bateau ont dû être effectués.  Il est estimé que près de 20 000 personnes ont été affectées et quatre refuges ont été ouverts pour les recevoir.

### Ouragan Humberto
Une onde tropicale vigoureuse a quitté l'extrême est de l'Atlantique au large de l'Afrique. Elle est rapidement devenue une dépression tropicale le 8 septembre au sud-est du Cap-Vert, puis une tempête tropicale le lendemain matin. Le 11 septembre il devient ouragan et c'est, ex-æquo avec l’ouragan Gustav de 2002, l'un des systèmes tropicaux les plus tardifs à devenir le premier ouragan d'une saison cyclonique dans ce bassin océanique, le record étant le 8 octobre en 1905. Le 13 septembre à 15 heures UTC, Humberto est redescendu au niveau de tempête tropicale puis a perdu toute convection près de son centre pour devenir une faible dépression post-tropicale le 14 septembre. Cependant, le 16 septembre, les conditions sont redevenues favorables à un redéveloppement tropical. De nouveau dépression tropicale, Humberto s'est dirigé vers le nord puis le nord-est  avant de redevenir définitivement post-tropical le 19 septembre.
Humberto a donné des vents forts aux îles du Cap-Vert, dont des rafales de plus de 55 km/h dans les îles les plus au sud-ouest qui ont renversé quelques arbres. La pluie forte a causé des inondations, endommagé des routes et des maisons mais les dommages furent en général mineurs. Un cargo et ses six membres d'équipage a été portés disparus au large dans une mer de 3 à 5 mètres.

### Ouragan Ingrid
La dépression tropicale Dix s'est formée le 12 septembre dans le golfe du Mexique. Une alerte pour tempête tropicale a été lancée au sud de la tempête et une veille cyclonique a été lancée plus au nord. Ingrid est devenu un ouragan le 14 septembre dans la baie de Campêche et une alerte cyclonique a été émise pour l'est du Mexique. Ingrid a atteint une intensité maximale de 140 km/h tôt le 15 septembre tout en commençant à se déplacer vers le nord à nord-ouest vers la côte mexicaine. Ensuite, le cisaillement du vent a augmenté et Ingrid a faibli à nouveau. Ingrid a touché la côte en tant que forte tempête tropicale avec des vents de 100 km/h le matin du 16 septembre. La friction l'a fait devenir post-tropicale le lendemain.
Il a fait d'importants dommages et causé la mort de 23 personnes. De plus, il s'est produit en même temps que l'ouragan Manuel frappait la côte ouest du Mexique, causant l'état d'urgence sur une bonne partie du Mexique.

### Tempête tropicale Jerry
Le National Hurricane Center a commencé à suivre une perturbation atmosphérique dans une creux barométrique sur le centre de l'Atlantique nord le 26 septembre. Malgré des conditions défavorables de cisaillements des vents, une circulation de faible diamètre s'est développée tard le jour suivant, puis la onzième dépression tropicale de la saison est apparue le 28 septembre. Elle est devenue la tempête tropicale Jerry le 30 septembre.
Dérivant lentement vers le nord, la tempête n'a pas changé d'intensité durant deux jours puis est redescendu au niveau de dépression tropicale le 3 septembre à 3 h UTC à 1 660 km à l'ouest sud-ouest des Açores. Les vents était alors de 55 km/h et les bandes orageuses avaient perdu beaucoup d'intensité. Finalement, le 3 septembre à 21 h UTC, Jerry est devenu extratropical 1 270 km à l'ouest sud-ouest des Açores. Les restes de ce système devaient se déplacer vers le nord-est et se dissiper dans les 72 heures suivantes. Comme Jerry a passé toute sa vie en mer, aucun impact ne lui est attribuable.

### Tempête tropicale Karen
Dès le 28 septembre, le NHC a commencé à surveiller une zone orageuse dans la mer des Caraïbes, juste au nord de la Colombie. Durant les jours suivants, la probabilité de développement tropical a augmenté à mesure que les orages s'organisèrent en bandes. Une dépression tropicale s'est formée le 3 octobre mais elle a connu un développement très rapide pour devenir une tempête tropicale à 65 km au nord-ouest de Cabo Catiche, au Mexique. Elle a déjà donné des quantités importantes de pluie sur la péninsule du Yucatán et l'ouest de Cuba. Elle menace alors les côtes de la Louisiane (veille pour tempête tropicale), du Mississippi et de l'Alabama (où une veille cyclonique a été émise). L'évacuation de portions menacées de la côte a été ordonnée le 4 octobre. La Federal Emergency Management Agency (FEMA) et le Département de l'Intérieur des États-Unis ont rappelé au travail des employés qui avaient été mis à pied à cause de la crise du budget d'octobre 2013. Le gouverneur de la Louisiane, Bobby Jindal, a autorisé la mobilisation du contingent de l'État de la Garde nationale pour faire face à la menace.
Bien que le NHC ait estimé que Karen pouvait devenir un ouragan, dès le 4 octobre le cisaillement des vents en altitude a commencé à séparer les orages du centre du système ce qui l'a affaibli. Se dirigeant vers le nord à nord-ouest lentement, elle s'est retrouvée à 295 km au sud de l'embouchure du Mississippi le 5 octobre au matin et ses vents soutenus étaient de 65 km/h. Tard en soirée, Karen est retombée au niveau de dépression tropicale avec des vents de 55 km/h à 295 km à l'ouest-sud-ouest de l'embouchure du Mississippi. À cause de cet affaiblissement, les avertissements ont été terminés mais Karen pompait beaucoup d'humidité du golfe du Mexique ce qui permettait encore de prévoir de fortes pluies sur la côte.
Le 6 octobre à 14 h UTC (10 h locale), le NHC a conclu que Karen était devenue un cyclone extratropical à 135 km au sud-ouest de l'embouchure du Mississippi. Les restes devaient se déplacer parallèlement à la côte vers la Floride tout en se dissipant et le NHC a cessé ses bulletins pour ce système.

### Tempête tropicale Lorenzo
En soirée le 20 octobre, le NHC a commencé à suivre une zone orageuse à 1 160 km au sud des Bermudes, lui accordant un faible potentiel de développement. Cependant, durant la nuit suivante, elle prend de la force et devient la dépression tropicale Treize le 21 octobre au matin. Ce système passe au stade de tempête tropicale dès 21 h UTC le même jour alors qu'elle est à 1 020 km à l'est-sud-est des Bermudes.
Le 23 octobre tard en soirée (3 h UTC le 24 octobre), Lorenzo redescend au niveau de dépression tropicale. Le 24 octobre, à 15 h UTC, elle devient post-tropicale à 1 650 km à l'est des Bermudes et est par la suite absorbée dans le flux du sud-ouest. Son déplacement lent vers le nord-est le garde loin de toute terre et aucun dégât n'est signalé. Des restes du cyclone sont notés par le NHC durant le 25 octobre, et aucun nouveau développement n'est attendu à cause des conditions défavorables.

### Tempête tropicale Melissa
Le 16 novembre au matin, le National Hurricane Center a commencé à suivre une zone orageuse dans le sud de l'Atlantique nord central et lui donnait peu de chances de se développer en système tropical. La probabilité a augmenté graduellement au cours des jours suivants pour dépasser 60 % la nuit du 17 au 18 novembre et devenir la tempête subtropicale Melissa en matinée suivante à 1 120 km à l'est-sud-est des Bermudes. La pression centrale était alors de 987 hPa, ses vents étaient de 85 km/h et elle se dirigeait lentement vers le nord-est. Le 19 novembre, Melissa avait des vents de 100 km/h, une pression centrale de 982 hPa et montrait une forte probabilité de devenir une tropicale au cours des 12 à 24 heures suivantes. À 15 heures UTC le 20 novembre, le NHC a déclaré que Melissa était devenue tropicale à 1 860 km à l'ouest des Açores et s'était mise à accélérer, se déplaçant à 48 km/h vers l'est-nord-est. Ses vents étaient alors de 95 km/h.
Le 22 novembre à 3 h UTC, le NHC a annoncé queMelissa était devenu une dépression post-tropicale alors qu'elle se trouvait à 425 nord-nord-ouest des Açores. Ce système avait encore des vents maximum de 85 km/h et se dirigeait vers l'est-nord-est à 4 km/h. Il s'agissait du dernier bulletin émis et le NHC prévoyait que les restes de la dépression seraient capturés par un système frontal des latitudes moyennes. Comme Melissa est toujours restée en mer, aucun dommage ne lui a été associé mais elle a donné une mer agitée le long de sa trajectoire et des vents de force de coup de vent aux Açores.